# Bromelioideae
Die Bromelioideae sind eine Unterfamilie aus der Pflanzenfamilie der Bromeliengewächse (Bromeliaceae). Die etwa 44 Gattungen (Stand 2024) mit etwa (600 bis) 800 Arten sind in der Neotropis weit verbreitet.

## Nutzung

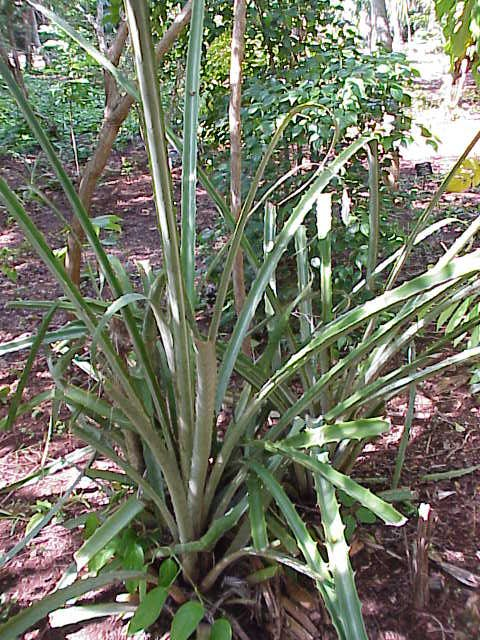
Bromelia karatas

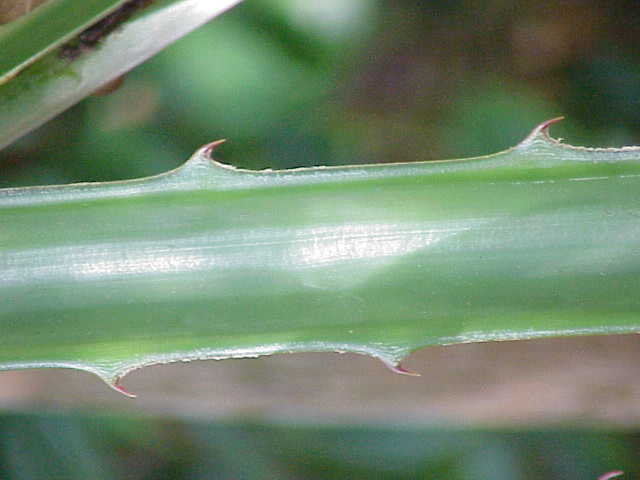
Bewehrtes Laubblatt von Bromelia karatas

Bekanntester Vertreter ist wohl die Ananas (Ananas ‘Comosus’) mit ihrer wohlschmeckenden Frucht. Eine weitere Nutzpflanze aus der Familie Bromeliaceae ist die faserliefernde Curauá (Ananas ‘Lucidus’). Arten der Gattung Bromelia werden als lebende Zäune verwendet.

## Beschreibung und Ökologie

### Habitus und Laubblätter

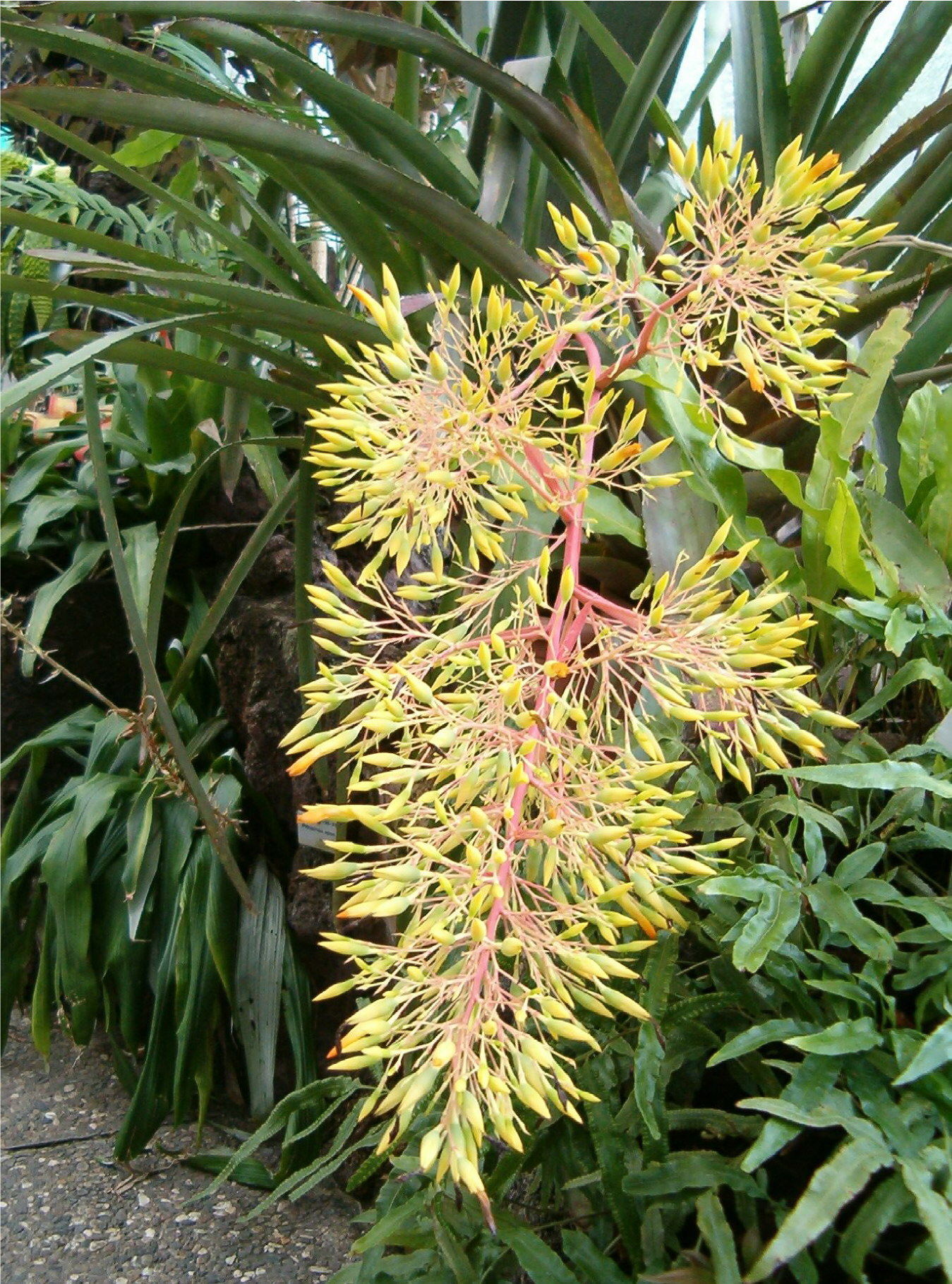
Verzweigter Blütenstand von Aechmea leptantha

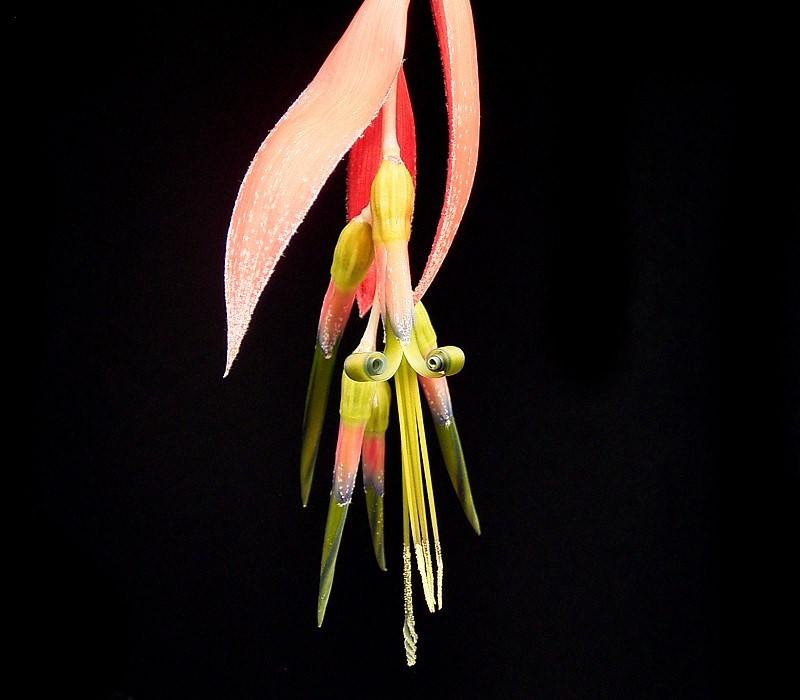
Hängender Blütenstand von Billbergia ×windii mit roten Hochblättern und bläulichen Blüten

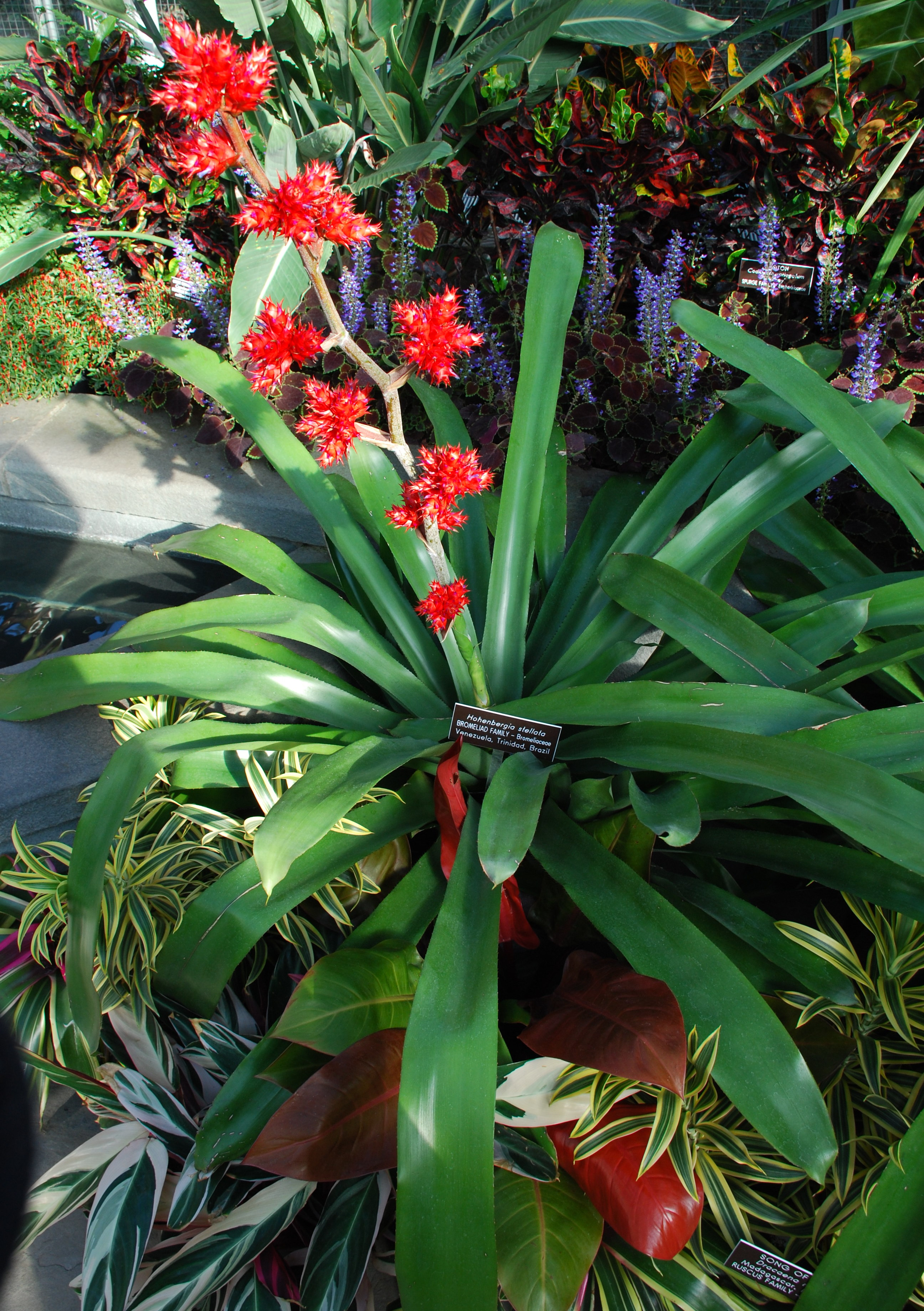
Habitus der Trichterbromelie Hohenbergia stellata mit aufrechten, langem Blütenstandsschaft und zusammengesetztem Blütenstand

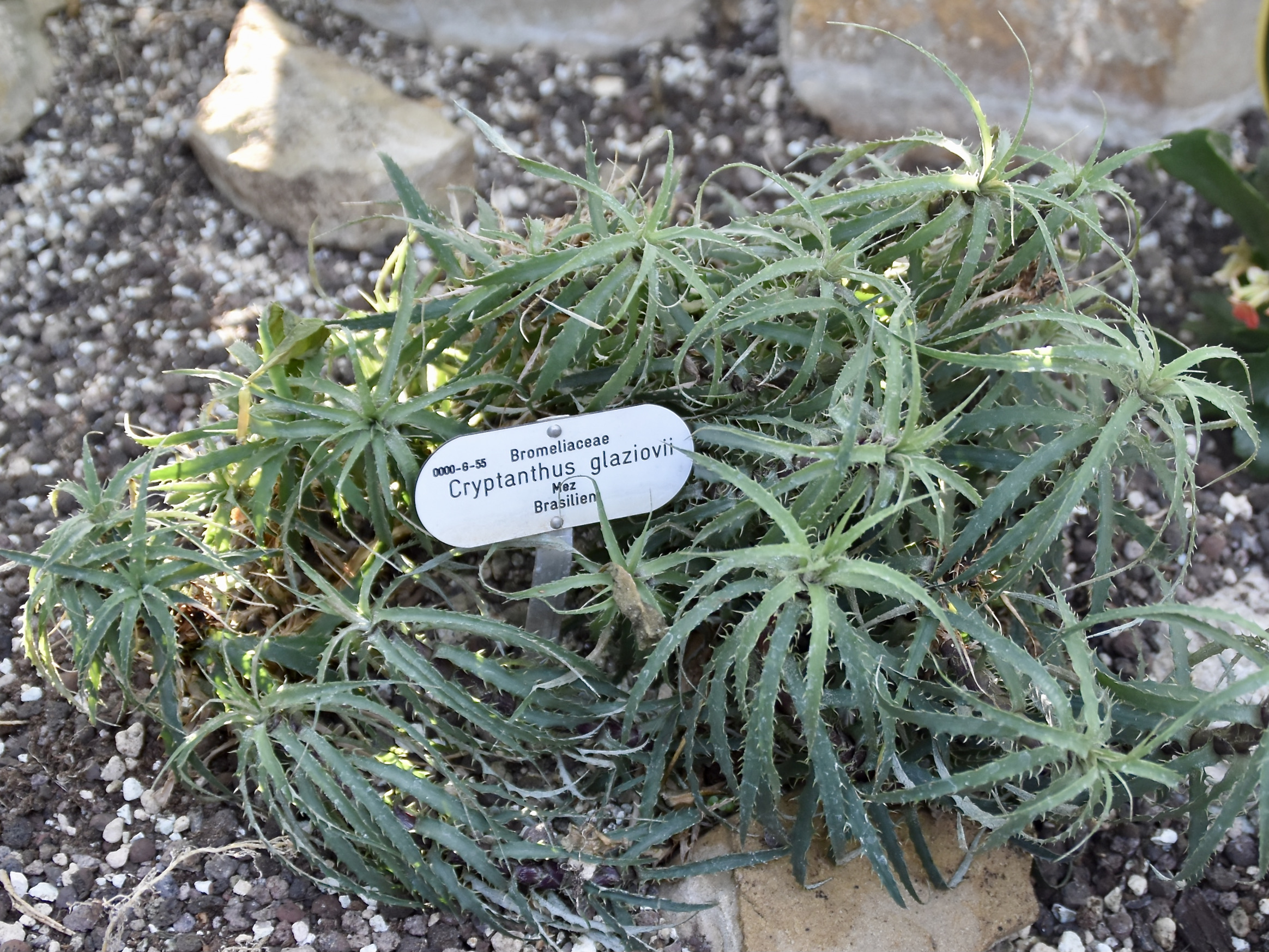
Habitus und Laubblätter von Hoplocryptanthus glaziovii

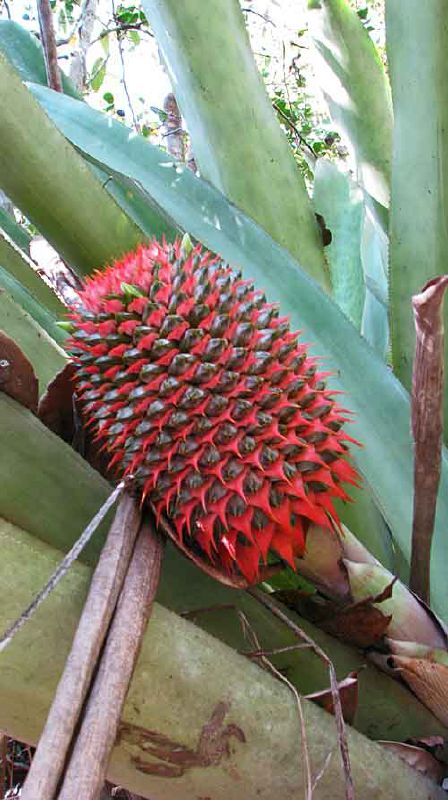
Blütenstand von Karawata multiflora

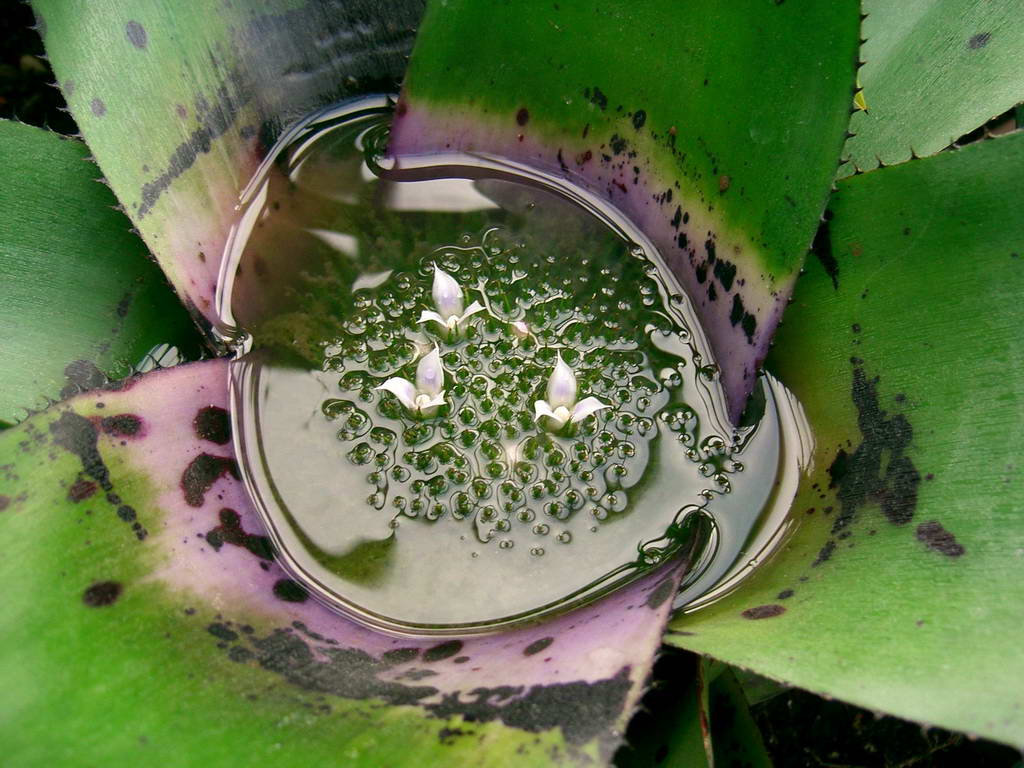
Neoregelia concentrica var. plutonis, mit stark gestauchter Blütenstandsachse

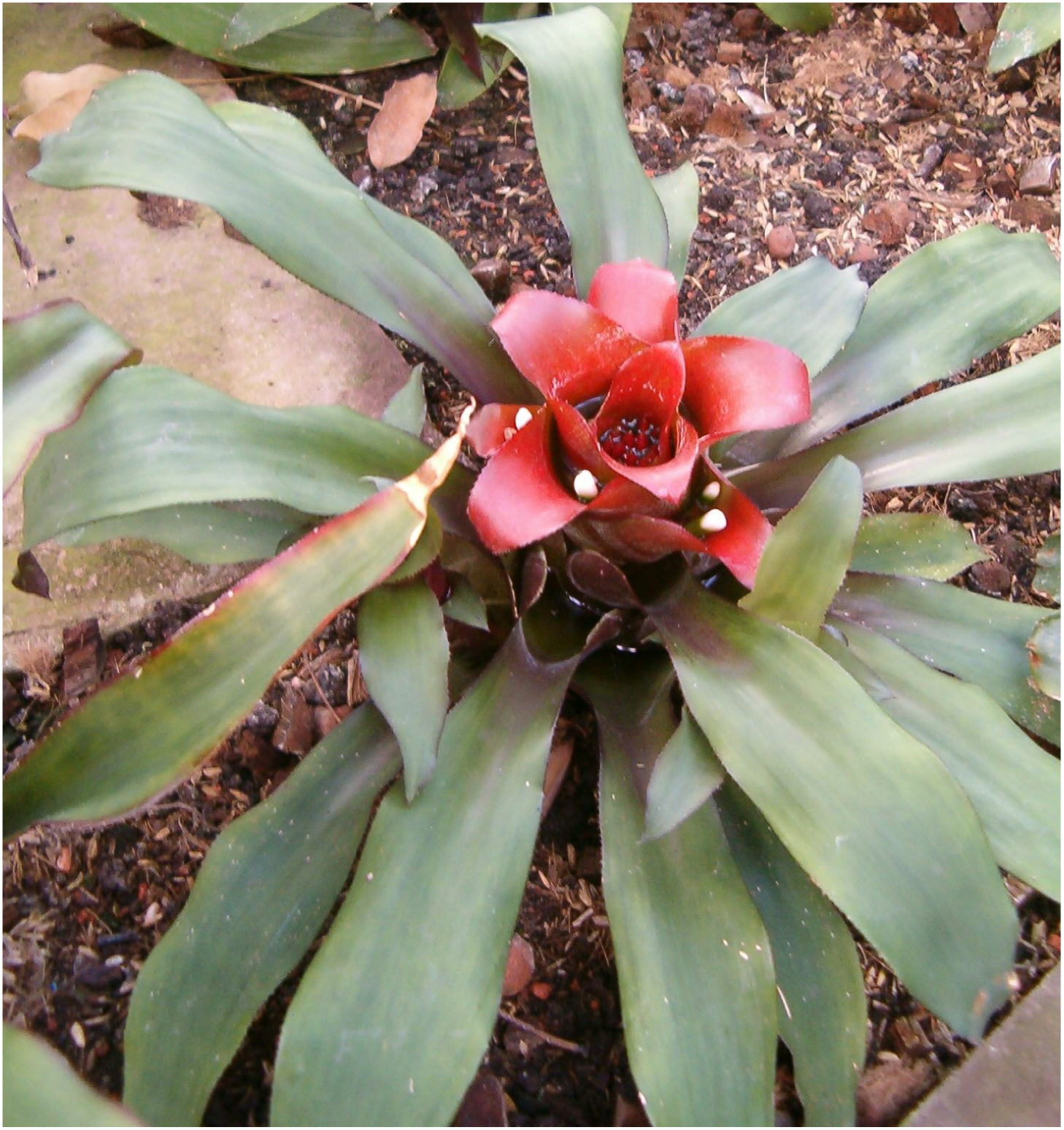
Nidularium innocentii var. innocentii, mit gestauchter Blütenstandsachse

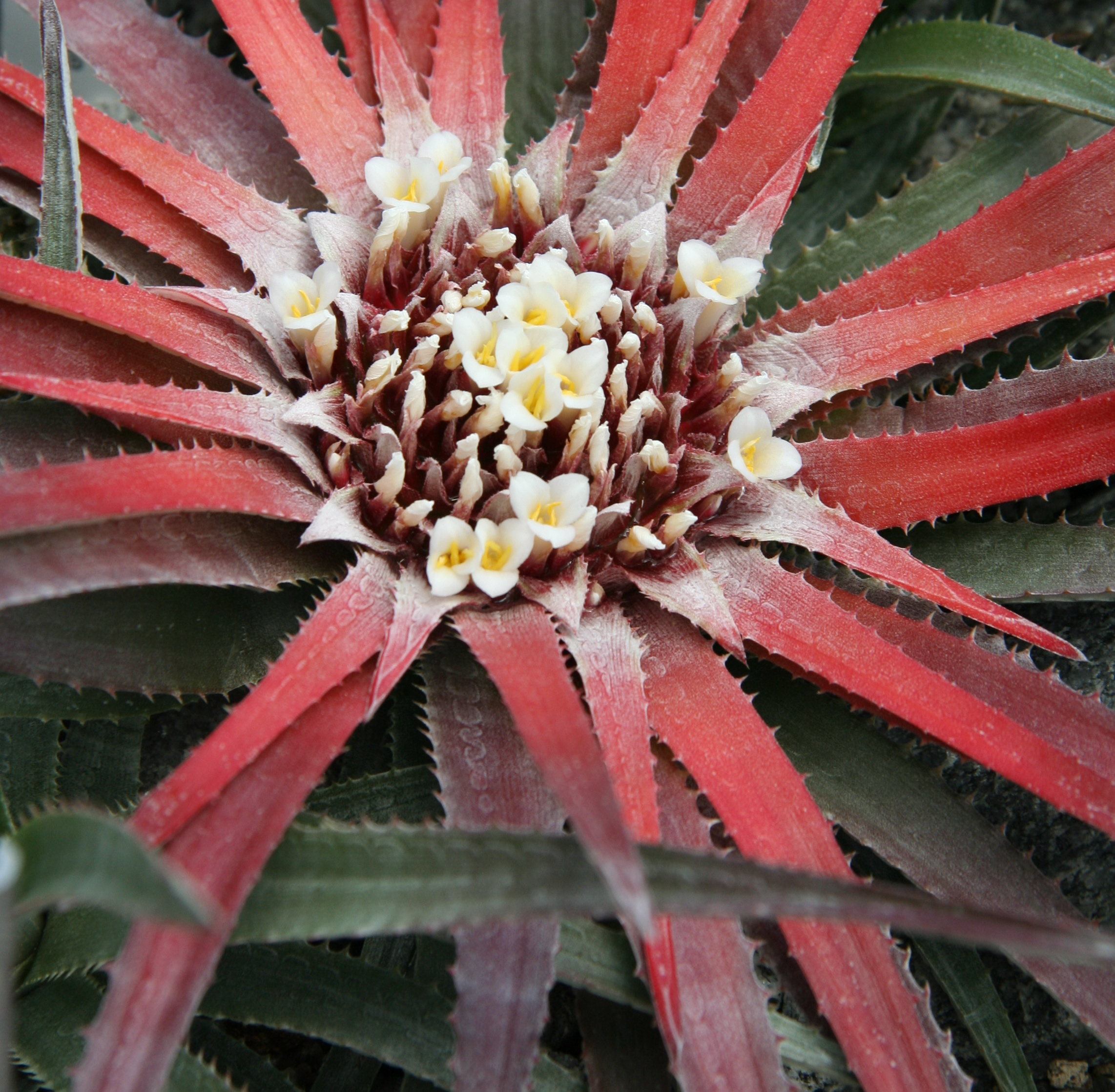
Sincoraea burle-marxii – Habitus mit stark gestauchter Blütenstandsachse und bewehrten Laubblättern

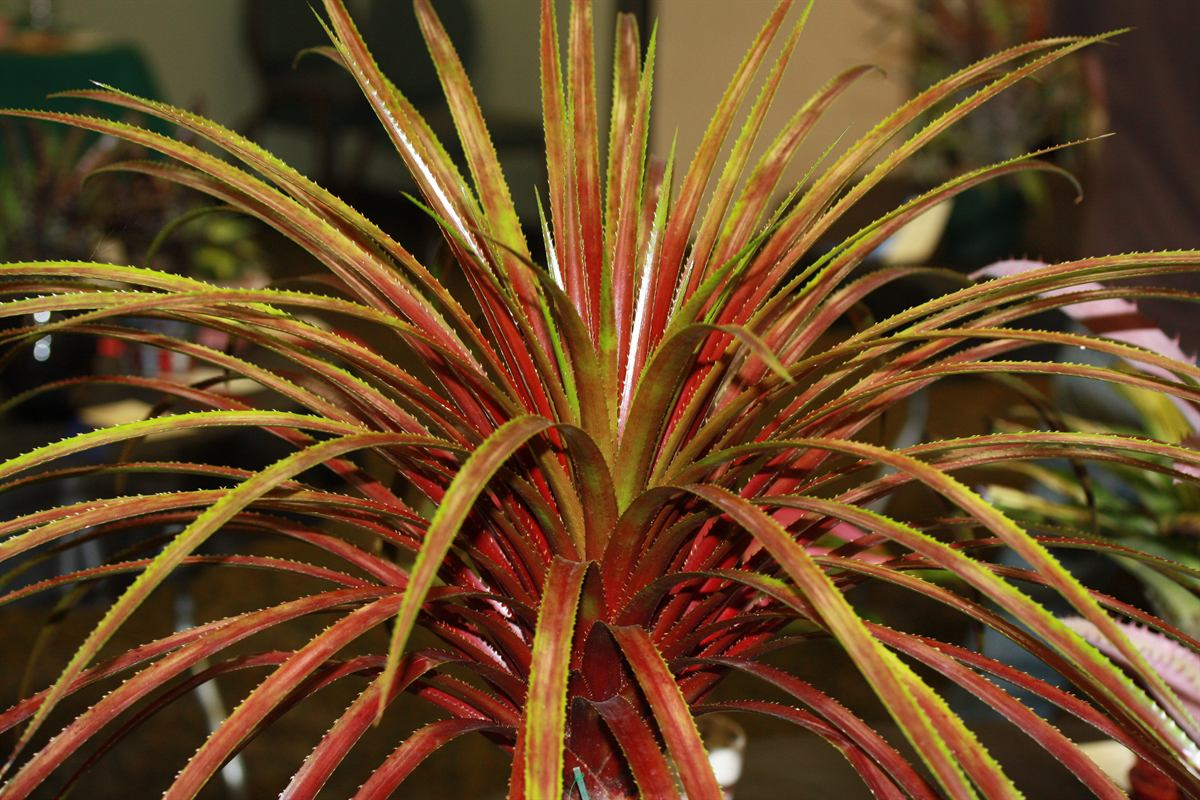
×Neophytum ‘Burgundy Hill’, eine gärtnerisch erzeugte Gattungshybride (intergenerisch) aus Orthophytum × Neoregelia

Es sind mesophytische bis xerophytische, immergrüne, ausdauernde krautige Pflanzen. Viele Arten der Bromelioideae wachsen als Epiphyten. Es gibt aber auch einige Arten, beispielsweise aus den Gattungen Ananas, Bromelia und Ochagavia, die auf dem Erdboden, also terrestrisch oder auf Felsen, also lithophytisch, wachsen. Oft ist das Wurzelsystem gut ausgebildet, allerdings bei den epiphytischen Arten etwas weniger. Viele der Arten sind Trichterbromelien, sie sammeln Wasser in ihren Blattrosetten. Die Sprossachsen sind meist gestaucht. Sie bilden aus Erneuerungsknospen Kindel zur vegetativen Vermehrung.
Die wechselständig und in grundständigen Rosetten angeordneten Laubblätter sind in Blattscheide und Blattspreite gegliedert, ohne Blattstiel. Typisch ist der bewehrte, gezähnte oder gesägte Blattrand.

### Blütenstände und Blüten
Die Blütenstandsachsen können lange Blütenstandsschäfte bilden oder gestaucht (am deutlichsten bei allen Neoregelia-Arten) sein. Die endständigen, unterschiedlich aufgebauten Blütenstände sind oft auffällig mit häufig intensiv gefärbten Hochblättern.
Die dreizähligen Blüten sind mehr oder weniger radiärsymmetrisch und fast immer zwittrig, außer bei Androlepis. Es ist eine doppelte Blütenhülle (Perianth) vorhanden. Von den drei Kelchblättern ist oft eines anders geformt, man spricht von asymmetrischen Kelchblättern. Die drei Kronblätter sind oft frei, außer bei den Gattungen Cryptanthus, Greigia, Neoregelia und Nidularium. Es sind zwei Kreise mit je drei Staubblättern vorhanden. Die drei Fruchtblätter sind zu einem unterständigen Fruchtknoten verwachsen.
Die Blütenformel lautet:
{\displaystyle \star \;K_{3}\;C_{3}\;A_{3+3}\;G_{\overline {(3)}}}

### Früchte und Samen
Bromelioideae unterscheiden sich von allen anderen Taxa der Familie durch die Beerenfrüchte und die immer ungeflügelten Samen.
Die Ausbreitung der Diasporen, in diesem Fall die Beeren, erfolgt über Vögel – seltener über andere Tiere. Die Beeren weisen bei Reife oft sehr auffällige Farben (oft bläuliche Töne) auf. Die Beeren werden von den Vögeln gefressen und die feuchten Samen werden dann unverdaut ausgeschieden. Bei der Gattung Ananas und Acanthostachys ist eine aus vielen Beeren zusammengesetzte Frucht (Sammelfruchtstand = Synkarpium).

### Stoffwechsel
Es wurde je nach Gattung C3- oder CAM-Photosynthesewege nachgewiesen. Die Saugschuppen (Trichome) auf den Blattflächen begünstigen eine Wasser- und Nährstoffaufnahme über die Blätter.

## Systematik, Phylogenetik, Evolution und Verbreitung
Das natürliche Verbreitungsgebiet der Bromelioideae ist die subtropische bis tropische Neue Welt von nördlichen Zentralamerika und den Karibischen Inseln bis hinunter nach Argentinien. Mit einem Zentrum der Artenvielfalt im südöstlichen Brasilien, besonders im Atlantischen Regenwald.
Die Typusgattung ist Bromelia L. Der botanische Gattungsname Bromelia ehrt den schwedischen Arzt und Botaniker Olaf Bromel (1639–1705).
Die Verwandtschaftsverhältnisse der Gattungen innerhalb der Unterfamilie der Bromelioideae sind Gegenstand aktueller wissenschaftlicher Untersuchungen. Es zeigte sich, dass Bromelia, eine Schwestergruppe zu allen anderen Gattungen ist. Die Gattungen Deinacanthon, Greigia, Ochagavia, Fascicularia und Fernseea bilden eine Klade. Die Gattungen Aechmea und Quesnelia sind polyphyletisch und werden in zukünftigen Arbeiten vermutlich in mehrere Gattungen aufgeteilt. Die Entwicklung von Blatttrichtern zum Sammeln von Wasser und Nährstoffen aus den einfachen Blattrosetten erfolgte innerhalb der Bromelioideae nur einmal. Sekundär ging dieses Merkmal in wenigen Verwandtschaftsgruppen wieder verloren. Die sicher polyphyletische Gattung Aechmea wird in mehrere Untergattungen gegliedert, denen in manchen wissenschaftlichen Arbeiten der Rang von Gattungen zugewiesen werden; mehrfach wurden einzelne Gattungen ausgegliedert und eingegliedert, aber eine Revision dieser gesamten Verwandtschaftsgruppe erfolgte in den letzten Jahrzehnten nicht. Auch Ende 2014 enthält die artenreiche Gattung Aechmea s. l. die Arten von vorgeschlagenen Gattungen wie Chevaliera und Streptocalyx. Lange Zeit wurde die monotypische Gattung Pseudananas Hassl. ex Harms (Syn.: Ananas Hassl. non Mill.) mit der einzigen Art Pseudananas sagenarius (Arruda da Camara) Camargo kontrovers diskutiert; seit Butcher & Gouda 2014 ist sie ein Synonym von Ananas sagenaria (Arruda) Schult. & Schult. f.
Die folgende Liste gibt die Gattungen der Bromelioideae mit jeweils der Anzahl der Arten innerhalb der Gattung mit ihren Verbreitungsgebieten an; 2024 sind es etwa 44 Gattungen mit etwa (600 bis) 800 Arten (Stand nach Gouda et al. 2014):
- Acanthostachys Klotzsch: Die seit 2020 drei Arten sind von Brasilien bis Paraguay und Argentinien verbreitet.[2]
- Aechmea Ruiz & Pav. nom. cons.: Sie enthält je nach Autor 182 bis 300 Arten, die in der Neotropis verbreitet sind. Gensequenzanalysen zeigen, dass Aechmea im bisherigen Umfang keine natürliche Gruppe ist und eine Revision erforderlich ist (Horres 2003, Schulte et al. 2009). Beispielsweise durch Aguirre-Santoro 2017 und Maciel et al. 2019 wurden Arten in andere Gattungen gestellt, so dass es 2024 etwa 245 Arten sind.[3][4][2]
- Ananas Mill.: Sie enthält nur noch drei (früher bis zu acht Arten) in der Neotropis, beispielsweise die Ananas (Ananas ‘Comosus’, Syn.: Ananas comosus (L.) Merr.), die eine in Kultur entstandene Hybride ist.[2]
- Androlepis Brongn. ex Houllet: Sie enthält seit 2020 drei Arten in Mexiko, Honduras und Peru.:[2]
- Araeococcus Brongn.: Die nur noch etwa vier Arten sind von Costa Rica über Venezuela, Kolumbien, Bolivien, den Guyanas bis Brasilien sowie auf sowie Trinidad und Tobago verbreitet.[2]
- Billbergia Thunb.: Die über 60 Arten sind vom südlichen Mexiko bis nach Bolivien und bis zum nördlichen Argentinien verbreitet; das Zentrum der Artenvielfalt ist Brasilien.[2]
- Bromelia L.: Die etwa 72 Arten sind von Mexiko über die Karibischen Inseln bis nach Paraguay und Argentinien mit einem Schwerpunkt in Brasilien verbreitet.[2]
- Canistropsis (Mez) Leme: Die seit 2008 etwa elf Arten gedeihen in den Regenwaldgebieten des östlichen Brasiliens.[2]
- Canistrum E.Morren: Die etwa 13 (früher bis zu 22) Arten gedeihen nur im Atlantischen Regenwald „Mata Atlântica“ Brasiliens.[2]
- Cryptanthus Otto & A.Dietr. nom.cons.: Die seit 2017 als einige Arten in andere Gattungen ausgegliedert wurden nur noch etwa 67 Arten sind hauptsächlich im östlichen Brasilien verbreitet.[2]
- Deinacanthon Mez: Sie enthält nur eine Art:[2]
  - Deinacanthon urbanianum (Mez) Mez: Sie gedeiht in Höhenlagen von 500 bis 850 Metern in Paraguay und Argentinien (Salta, Cordoba, Chaco, La Rioja, San Luis).[2]
- Disteganthus Lem.: Sie enthält seit 2015 vier Arten in Surinam und Französisch-Guyana.[2]
- Edmundoa Leme: Sie enthält nur drei Arten in Brasilien.[2]
- Eduandrea Leme, W.Till, G.K.Brown, J.R.Grant & Govaerts (Syn.: Andrea Mez): Sie enthält nur eine Art:
  - Eduandrea selloana (Baker) Leme, W.Till, G.K.Brown, J.R.Grant & Govaerts (Syn.: Quesnelia selloana Baker, Andrea selloana (Baker) Mez, Nidularium selloanum (Baker) E.Pereira & Leme, Canistropsis selloana (Baker) Leme): Sie gedeiht in Höhenlagen über 800 Metern nur im brasilianischen Bundesstaat Minas Gerais.[2]
- Fascicularia Mez: Sie enthält nur eine Art (früher fünf Arten):
  - Fascicularia bicolor (Ruiz & Pav.) Mez: Sie gedeiht mit zwei Unterarten in Höhenlagen von 100 bis 1250 Metern in Chile.[2]
- Fernseea Baker: Die nur zwei Arten sind Endemiten im Grenzgebiet der brasilianischen Bundesstaaten Rio de Janeiro und  São Paulo.[2]
- Forzzaea Leme, S.Heller & Zizka: Sie wurde 2017 aufgestellt und enthält seit 2023 etwa acht Arten. Sie kommen nur im brasilianischen Bundesstaat Minas Gerais vor.[2][5][6]
- Greigia Regel: Die etwa 36 Arten sind in der Neotropis verbreitet.[2]
- Hohenbergia Schult. f.: Von den etwa 57 Arten kommen einige Arten nur auf den Antillen (speziell Jamaika) vor, die meisten anderen Arten haben ihre Areale in Brasilien, es gibt auch Arten in Guatemala und Kolumbien.[2]
- Hohenbergiopsis L.B.Sm. & Read: Sie enthält nur eine Art:
  - Hohenbergiopsis guatemalensis (L.B.Sm.) L.B.Sm. & Read: Sie kommt in Guatemala vor und reicht vielleicht bis Mexiko.[2]
- Hoplocryptanthus (Mez) Leme, S.Heller & Zizka: Sie wurde 2017 reaktiviert und enthält etwa neun Arten. Sie kommen in Brasilien hauptsächlich im Bundesstaat Minas Gerais vor.[2][5][6]
- Hylaeaicum (Ule ex Mez) Leme, Forzza, Zizka & Aguirre-Santoro: Sie hat 2021 den Rang einer Gattung erhalten und enthält etwa zwölf Arten.[2][7]
- Karawata J.R.Maciel & G.Sousa: Sie wurde 2019 aufgestellt und sieben Arten aus der Gattung Aechmea hier eingegliedert. Die etwa sieben Arten kommen in Brasilien vor.[4][2]
- Krenakanthus (Leme, S. Heller & Zizka) Leme, Zizka & Paule: Sie wurde 2022 reaktiviert[8] und enthält seit 2023 zwei Arten.[9] Sie kommen nur im brasilianischen Bundesstaat Minas Gerais vor.[2]
- Lapanthus Louzada & Versieux: Die zwei oder seit 2012 drei Arten sind Endemiten nur im südlichen Teil der Serra do Espinhaço im brasilianischen Bundesstaat Minas Gerais.[10][11]
- Lymania Read: Von den etwa zehn Arten kommen acht nur im südlichen brasilianischen Bundesstaat Bahia vor und eine ist auch bis Bolivien verbreitet.[2]
- Neoglaziovia Mez: Die etwa drei Arten sind in Brasilien verbreitet.[2]
- Neoregelia L.B.Sm.: Die 2024 113 Arten sind im tropischen Südamerika verbreitet.[2]
- Nidularium Lem.: Das Verbreitungsgebiet der etwa 47 Arten ist auf die Regenwaldgebiete des östlichen Brasiliens beschränkt.[2]
- Ochagavia Phil.: Die 2024 nur vier Arten kommen nur in Zentralchile und auf der Robinson-Crusoe-Insel vor.[2]
- Orthocryptanthus (Leme, S.Heller & Zizka) Leme, Zizka & Paule: Sie wurde 2022 aufgestellt. Sie enthält nur drei Arten, die davor in Orthophytum eingeordnet waren. Sie kommen nur im brasilianischen Bundesstaat Minas Gerais vor.[2]
- Orthophytum Beer: Die etwa 64 Arten kommen nur im östlichen Brasilien vor.[12][13][5]
- Portea K.Koch: Das Verbreitungsgebiet der etwa acht Arten ist auf das östliche Brasilien beschränkt.[2]
- Pseudaechmea L.B.Sm. & Read: Sie enthält nur eine Art:
  - Pseudaechmea ambigua L.B.Sm. & Read: Es ist ein Endemit des kolumbianischen Departamento de Antioquia.[2]
- Pseudaraeococcus (Mez) R.A.Pontes & Versieux: Sie hat seit 2020 den Rang einer Gattung. Die etwa sieben Arten gedeihen nur im Mata Atlântica des nordöstlichen Brasiliens.[2]
- Quesnelia Gaudich.: Das Verbreitungsgebiet der etwa 24 Arten ist auf das östliche Brasilien beschränkt.[2]
- Rokautskyia Leme, S.Heller & Zizka: Sie wurde 2017 aufgestellt und enthält etwa 14 Arten. Sie kommen in Brasilien hauptsächlich im Bundesstaat Espirito Santo vor.[5][6][2]
- Ronnbergia E.Morren & André: Die seit 2017 etwa 22 Arten sind von Costa Rica, Panama bis Kolumbien, Ecuador, nördliches Peru und Brasilien verbreitet.[2][3]
- Sincoraea Ule: Sie wurde 2017 reaktiviert und enthält etwa elf Arten. Es sind alles Endemiten des nördlichen Teils der Espinhaço Bergkette im brasilianischen Bundesstaat Bahia.[2][14]
- Siqueiranthus Leme, Zizka, E.H. Souza & Paule: Sie wurde 2022 aufgestellt und enthält nur eine Art:[2]
  - Siqueiranthus cinereus (D.M.C. Ferreira & Louzada) Leme, Zizka, E.H. Souza & Paule (Syn.: Cryptanthus cinereus D.M.C. Ferreira & Louzada): Es ist ein Endemit des brasilianische Bundesstaates Alagoas.[2]
- Ursulaea Read & H.U.Baensch: Die nur zwei Arten kommen nur im mexikanischen Bundesstaat Jalisco vor.[2]
- Wittmackia Mez: Sie wurde durch Aguirre-Santoro 2017 reaktiviert und Arten aus den Gattungen Aechmea, Hohenbergia sowie Ronnbergia wurden hier eingeordnet. Die etwa 46 Arten sind in Brasilien, Mexiko und auf karibischen Inseln verbreitet.[2][3]
- Wittrockia Lindm.: Die etwa sieben Arten sind in Brasilien verbreitet.[2]

Es gibt auch Gattungshybriden, Beispiele: ×Hohenmea itaipuana B.R.Silva & L.F.Sousa aus Hohenbergia und Aechmea, mehrere ×Niduregelia aus Nidularium und Neoregelia.

## Weiterführende Literatur
- Ralf Horres: Dissertation, 2003: Untersuchungen zur Systematik und Phylogenie der Bromeliaceae unter besonderer Berücksichtigung molekularer Merkmale: Online. (PDF; 2,5 MB)
- T. J. Givnish, J. C. Pires, S. W. Graham, M. A. McPherson, L. M. Prince, T. B. Patterson: Phylogeny, biogeography, and ecological evolution in Bromeliaceae: Insights from ndhF sequences. In: J. T. Columbus, E. A. Friar, J. M. Porter, L. M. Prince, M. G. Simpson: Monocots: Comparative Biology and Evolution. Poales, Rancho Santa Ana Botanical Garden, Claremont, 2006, 23, Seite 3–26.
- Chodon Sass, Chelsea D. Specht: Phylogenetic estimation of the core Bromelioids with an emphasis on the genus Aechmea (Bromeliaceae). In: Molecular Phylogenetics and Evolution, Volume 55, Issue 2, 2010, S. 559–571. doi:10.1016/j.ympev.2010.01.005
- Ralf Horres, Katharina Schulte, Kurt Weising, Georg Zizka: Systematics of Bromelioideae (Bromeliaceae)—Evidence from Molecular and Anatomical Studies. In: Aliso: A Journal of Systematic and Floristic Botany, Volume 23, Issue 1, 2007, S. 27–43. doi:10.5642/aliso.20072301.05
- Katharina Schulte, Georg Zizka: Multi locus plastid phylogeny of Bromelioideae (Bromeliaceae) and the taxonomic utility of petal appendages and pollen characters. In: Candollea, Volume 63, Issue 2, 2008, S. 209–225. online.
- Katharina Schulte, Michael H. J. Barfuss, Georg Zizka: Phylogeny of Bromelioideae (Bromeliaceae) inferred from nuclear and plastid DNA loci reveals the evolution of the tank habit within the subfamily. In: Molecular Phylogenetics and Evolution, Volume 51, 2009, S. 327–339. doi:10.1016/j.ympev.2009.02.003 Volltext. (PDF; 820 kB)
- Daniele Silvestro, Georg Zizka, Katharina Schulte: Disentangling the effects of key innovations on the diversification of Bromelioideae (Bromeliaceae). In: Evolution, Volume 68, 2014, S. 163–175. doi:10.1111/evo.12236
- Timothy M. Evans, Rachel S. Jabaily, Ana Paula Gelli de Faria, Leandro de Oliveira F. de Sousa, Tania Wendt, Gregory K. Brown: Phylogenetic Relationships in Bromeliaceae subfamily Bromelioideae based on chloroplast DNA sequence data. In: Systematic Botany, Volume 40, Issue 1, 2015, S. 116–128. doi:10.1600/036364415X686413
- Sascha Heller, Elton M. C. Leme, Katharina Schulte, Ana M. Benko-Iseppon, Georg Zizka: Elucidating phylogenetic relationships in the Aechmea alliance: AFLP analysis of Portea and the Gravisia complex (Bromeliaceae, Bromelioideae). In: Systematic Botany, Volume 40, Issue 3, 2015, S. 716–725. doi:10.1600/036364415X689177
- Elton M. C. Leme, S. Heller, Georg Zizka, H. Halbritter: New circumscription of Cryptanthus and new Cryptanthoid genera and subgenera (Bromeliaceae: Bromelioideae) based on neglected morphological traits and molecular phylogeny. In: Phytotaxa, Volume 318, Issue 1, 2017, S. 1–88. doi:10.11646/phytotaxa.318.1.1
- J. Paule J, S. Heller, J. R. Maciel, R. Monteiro, Elton M. C. Leme, Georg Zizka: Early diverging and core Bromelioideae (Bromeliaceae) reveal contrasting patterns of genome size evolution and polyploidy. In: Front. Plant Sci., Volume 11, 2020, 1295.
- J. Paule, R. Schmickl, T. Fér, S. Renger, Heidemarie Halbritter, Georg Zizka: Phylogenomic insights into the Fascicularia-Ochagavia group (Bromelioideae, Bromeliaceae). In: Bot. J. Linn. Soc., Volume 192, 2020, S. 642–655.
- F. Bratzel, J. Paule, J. Leebens-Mack, Elton M. C. Leme, R. C. Forzza, M. A. Koch, S. Heller, Georg Zizka: Target-enrichment sequencing reveals for the first time a well-resolved phylogeny of the core Bromelioideae (family Bromeliaceae). In: Taxon, Volume 72, 2023, S. 47–63.